# Бахлайта
Бахла́йта — улус в Кижингинском районе Бурятии. Входит в сельское поселение «Кижингинский сомон».

## География
Улус расположен в 12 км к юго-востоку от районного центра, села Кижинга, по северной стороне автодороги местного значения Кижинга — Сулхара — Хуртэй.

## Население
| 2002 | 2010 |
| ---- | ---- |
| 122  | ↘85  |